# Diles que no me maten
Diles que no me maten és una banda de rock alternatiu originària de la Ciutat de Mèxic. Fundada en 2017, forma part de l'escena independent mexicana i és coneguda per la seva mescla de krautrock, rock psicodèlic, post-punk i spoken word. El seu nom està inspirat en el conte homònim de l'escriptor mexicà Juan Rulfo, una referència que també traspassa al seu enfocament líric i conceptual.

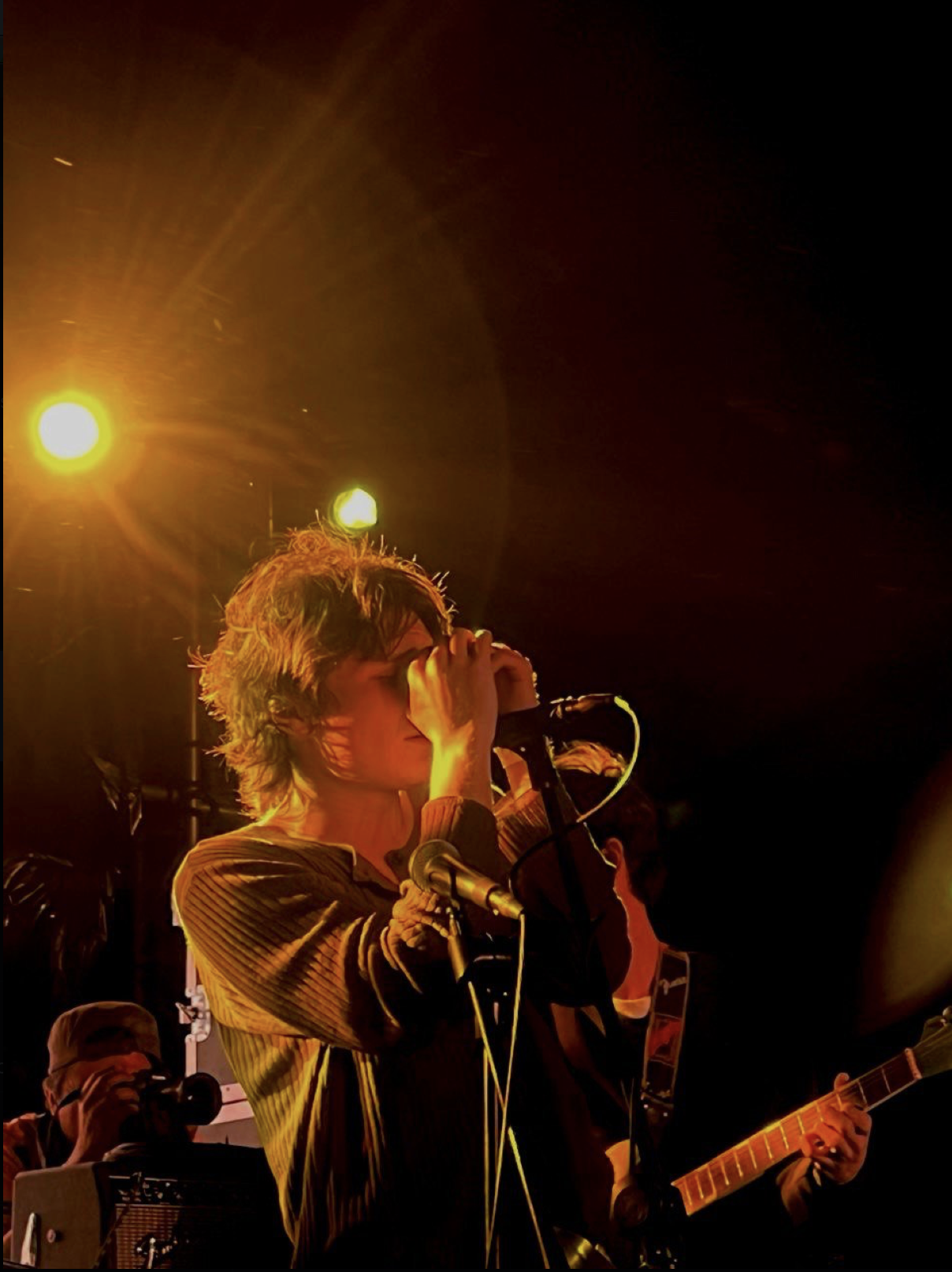
Diles que no me maten (2024)

## Història
La banda va ser formada en 2017 pels germans Raúl (bateria i percussions) i Gerardo Ponce (guitarra i sintetitzadors). Posteriorment, es van unir Jonás Derbez (veu, saxofon i harmònium), Andrés Lupone (baix) i Jerónimo García (guitarra). L'agrupació va néixer en el context del moviment underground de la Ciutat de Mèxic, marcant els seus primers passos a través de concerts per a petits cercles d'amics i seguidors locals.
En les seves primeres sessions, la improvisació va tenir un paper crucial per a establir la dinàmica creativa del grup. La influència d'artistes com Sonic Youth, Can i Television pot percebre's en el seu so, que combina textures psicodèliques amb ritmes experimentals i lletres introspectives. Les lletres, escrites i recitades principalment per Jonás Derbez, exploren temes com la despersonalització, la crisi d'identitat i l'urbanisme distòpic.

## Estil i temàtica
La proposta musical de Diles que no me maten es caracteritza per la seva fusió de gèneres i un enfocament experimental que desafia les categories tradicionals. Inspirats pel krautrock de Can, la psicodelia dels anys 70 i les textures del post-punk, la banda també incorpora elements literaris en les seves lletres. Aquestes exploren temes com l'alienació en les grans urbs, la introspecció i la identitat, establint un diàleg entre el musical i el narratiu

## Influència i llegat
Des del seu EP debut, la banda ha estat reconeguda pel seu enfocament disruptiu dins de l'escena independent mexicana. La seva participació en KEXP i la seva col·laboració amb figures prominents de l'underground, com el productor Hugo Quezada, han consolidat la seva reputació com una de les propostes més innovadores de la seva generació. A més, han estat destacats per la seva capacitat per a traduir les complexitats de la vida urbana en experiències sonores úniques.

## Integrants
- Jonás Derbez: veu, saxofon, harmònium.
- Gerardo Ponce: guitarra, sintetitzadors.
- Raúl Ponce: bateria, percussions.
- Andrés Lupone: baix.
- Jerónimo García: guitarra.

## Discografia
- Edificio (2020)
- La vida de alguien más (2021)
- Obrigaggi (2023)